# American Bazar
American Bazar var ett varuhus i Göteborg. Det grundades av H.G. Turitz och Henning Schlasberg. American Bazar öppnade på Kungsgatan 23 i Göteborg i december 1909. Utmärkande för varuhuset var att alla varor kostade 15 öre. American Bazar köpte upp Grand Bazar i Göteborg. Det två varuhusen lade grunden till Turitz & Co.
Verksamheten flyttade år 1923 till Grand Bazars lokaler på Kungsgatan 49.